# Lovin' You (小柳ゆきの曲)
「Lovin' You」（ラヴィン・ユー）は、小柳ゆきの13枚目のシングル。2002年10月17日発売。発売元はワーナーミュージック・ジャパン。

## 解説
前作「Endless」より約3ヶ月ぶりのリリース。
本作はイタリアのオペラ作曲家ポンキエルリの代表作である歌劇「ラ・ジョコンダ」の第3幕で奏でられる「時の踊り」をカバーしたもの。
第53回NHK紅白歌合戦にて歌唱されている。

## 収録曲
1. Lovin' You(4:26)
作詞：松井駿・MIZUE
作曲：渡辺未来
編曲：斉藤仁
花王「エッセンシャル・ダメージケア」CMソング
2. Lovers(5:44)
作詞：小柳ゆき
作曲：深町純
編曲：fragile
3. Reality(5:02)
作詞：小柳ゆき
作曲：原 一博
編曲：斉藤仁
4. Lovin' you -Instrumental-(4:25)
5. Lovers -Instrumental-(5:44)
6. Reality -Instrumental-(5:00)

## 収録アルバム
Lovin' You
- 『Type』
- 『MY ALL <YUKI KOYANAGI SINGLES 1999-2003>』
- 『THE BEST OF YUKI KOYANAGI ETERNITY 〜15th Anniversary〜』